# 蓋亞BH1
蓋亞BH1（Gaia DR3 4373465352415301632）是位於蛇夫座，包含一顆G型主序星和一顆可能是恆星黑洞的聯星，與太陽系的距離大約1,560光年（478秒差距）。截至2022年，天文學家有理由相信，它是已知最接近的黑洞系統，然後是A0620-00 。
這顆恆星和黑洞以185.59天的週期互繞著公轉，離心率為0.45。恆星的質量與半徑和太陽相近，大約是0.93 M☉和0.99 R☉，表面有效溫度大約是5,850 K（5,580 °C；10,070 °F）， 而黑洞的質量約為9.62 M☉。以給定的這個質量，黑洞的史瓦西半徑應該大約為28 km（17 mi）。

## 發現

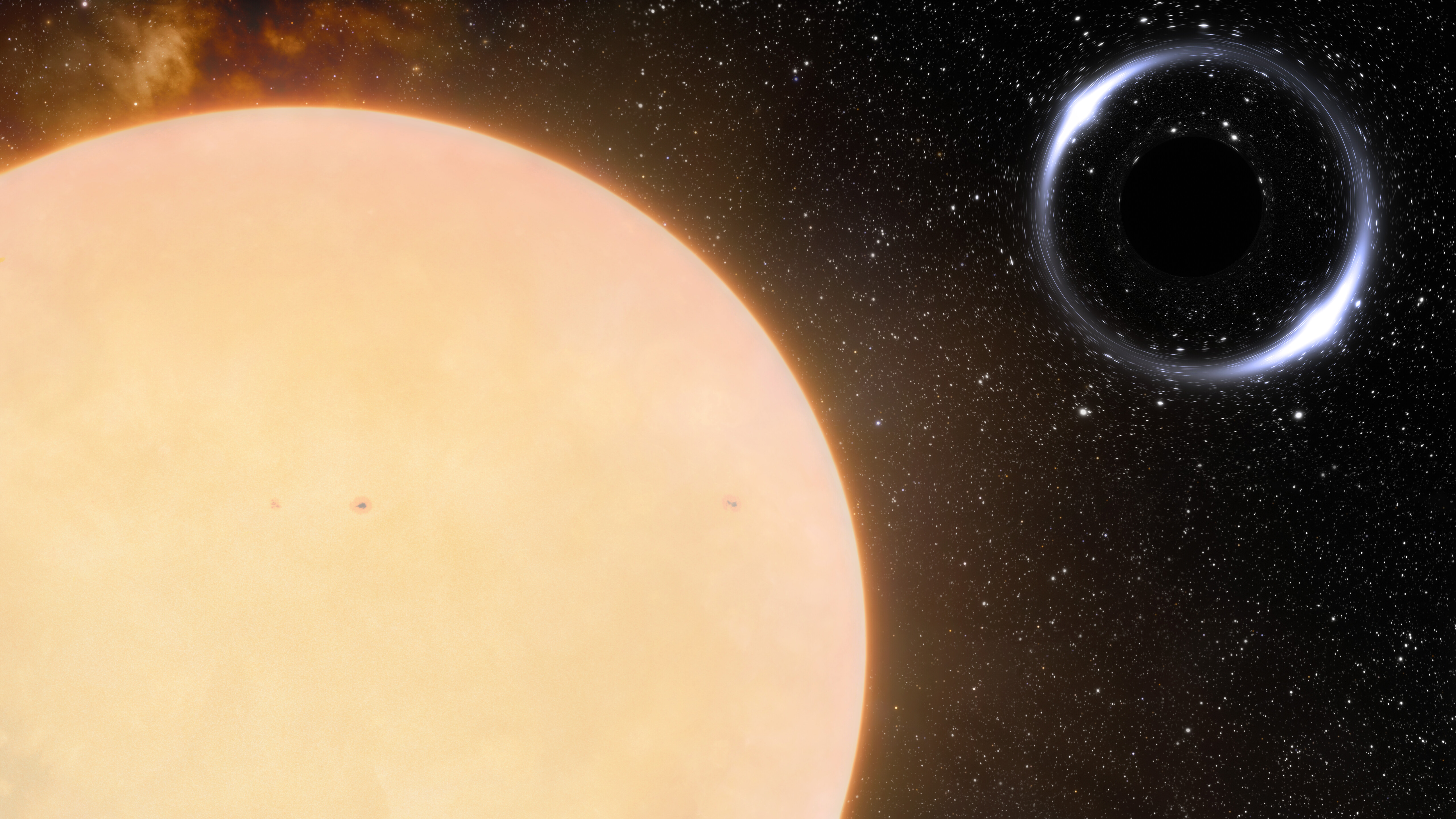
藝術家對蓋亞BH1的印象。

蓋亞BH1是於2022年通過天體量測和蓋亞任務的觀測發現，之後也通過徑向速度觀測到。發現的團隊發現，除了黑洞之外，沒有任何天體物理學場景可以解釋觀測到的G型恒星的運動。這個系統與LB-1和HR 6819等“黑洞冒名頂替者”的不同之處在於，黑洞的證據並不取決於恆星的質量或軌道的傾角，也沒有證據表明存在質量轉移。發現團隊還發現了第二個可能包含黑洞的系統，Gaia DR3 587056935274677008，這也是另一個天文學家團隊的報告。。
第二個小組也獨立探測到了黑洞，但他們發現的參數略有不同。